# 부산진우체국
부산진우체국은 부산 부산진구 지역의 우편 업무 및 우체국금융 관련 업무를 수행하는 부산지방우정청 소속 우체국이다. 기존청사개축 기간 동안 임시로 이전하여 2019년 9월 23일부터 우편접수 및 금융 업무는 부산진구 서면문화로 14에서 실시하고 우편물 배달 및 교부는 부산진구 개금온정로26번길41에서 실시했으나
현재 다시 2022년 4월 4일부터 부산광역시 부산진구 가야대로 579에서 우편접수,배달,교부 등 및 금융업무를 통합하여 수행중이다

## 기본 정보
- 주소:   부산광역시 부산진구 서면문화로14

```
      (부산진우체국우편물류센터 : 부산진구 개금온정로26번길41)
```

## 연혁
- 1960년 7월 1일: 북부산우체국 개국(부산진구 부전동)
- 1979년 10월 1일: 청사 신축 이전 (현위치)
- 1980년 11월 13일: 부산진우체국으로 국명 변경
- 1982년 1월 1일: 부산지방체신청 영업과로 직제개편
- 1997년 8월 1일: 부산진우체국으로(3과 1실)으로 관서 독립
- 2001년 5월 1일: 광역총괄국(피광역국-동부산) 지정
- 2001년 7월 2일: 부산개금3동우편취급소 개국[1]
- 2007년 11월 30일: 4급관서 승격
- 2008년 11월 17일: 부산개금2동우편취급국 폐국[2]
- 2010년 11월 1일: 소포영업과 신설(4과 1실)
- 2012년 5월 1일: 동의과학대학우체국을 동의과학대학교우체국으로 명칭 변경[3]
- 2012년 6월 1일: 부산범전동우편취급국 위탁계약 해지 및 재개국[4]
- 2014년 1월 1일: 우편구역을 다음과 같이 고시[5]

| 배달국       | 배달구역        | 구역번호      |
| ------------ | --------------- | ------------- |
| 부산진우체국 | 부산진구 전지역 | 47100 ~ 47398 |

- 2014년 7월 4일: 부산동의대학교우체국, 동의과학대학교우체국 폐국[6]
- 2014년 7월 7일: 동의대학교우편취급국, 동의과학대학교우편취급국 설치[7]
- 2014년 10월 31일: 부산전포동우체국, 부산양정2동우체국 폐국[8]
- 2016년 10월 31일: 부산부전1동우체국 폐국[9]
- 2017년 7월 1일: 동의과학대학교우편취급국 폐국[10]

## 관할 우체국
| 우체국명                 | 사진 | 주소                                                                   | 비고                                                                |  |
| ------------------------ | ---- | ---------------------------------------------------------------------- | ------------------------------------------------------------------- |  |
| 동의과학대학교우체국     |      | 부산광역시 부산진구 양지로 54                                          | 2012년 5월 1일 동의과학대학우체국에서 명칭 변경 2014년 7월 4일 폐국 |  |
| 동의과학대학취급국       |      | 부산광역시 부산진구 양지로 54                                          | 2014년 7월 7일 신설 2017년 7월 1일 폐국                             |  |
| 부산가평우편취급국       |      | 부산광역시 부산진구 냉정로 218-1                                       |                                                                     |  |
| 부산개금2동우편취급국    |      | 부산광역시 부산진구 개금2동 633-103                                    | 2008년 11월 17일 폐국                                               |  |
| 부산개금3동우편취급국    |      | 부산광역시 부산진구 개금본동로9번길 77                                 | 2001년 7월 2일 신설                                                 |  |
| 부산당감3동우체국        |      | 부산광역시 부산진구 백양대로 156                                       |                                                                     |  |
| 부산당감4동우체국        |      | 부산광역시 부산진구 백양산로 53번길 71                                 |                                                                     |  |
| 부산당감동우체국         |      | 부산광역시 부산진구 당감로 50-1                                        |                                                                     |  |
| 부산동의대학교우체국     |      | 부산광역시 부산진구 엄광로 176                                         | 2014년 7월 4일 폐국                                                 |  |
| 부산동의대학교우편취급국 |      | 부산광역시 부산진구 엄광로 176                                         | 2014년 7월 7일 신설                                                 |  |
| 부산범전우편취급국       |      | 부산광역시 부산진구 새싹로 72-1                                        |                                                                     |  |
| 부산범천2동우체국        |      | 부산광역시 부산진구 신암로 9                                           |                                                                     |  |
| 부산범천동우체국         |      | 부산광역시 부산진구 황령대로 18번길 21                                 |                                                                     |  |
| 부산부암동우체국         |      | 부산광역시 부산진구 동평로 211                                         |                                                                     |  |
| 부산부전1동우체국        |      | 부산광역시 부산진구 새싹로 17-1                                        | 2016년 10월 31일 폐국                                               |  |
| 부산부전2동우체국        |      | 부산광역시 부산진구 중앙대로 666번길 50 서면더#센트럴스타 C동 1층 상가 |                                                                     |  |
| 부산부전시장우편취급국   |      | 부산광역시 부산진구 부전로 196 부전전자종합상가 2층                    | 2017년7월17일자로 전포동취급국으로 국명변경 및 이전                 |  |
| 부산서면우체국           |      | 부산광역시 부산진구 중앙대로775번길5,삼정기업빌딩 1층                  |                                                                     |  |
| 부산성지우편취급국       |      | 부산광역시 부산진구 새싹로 266                                         |                                                                     |  |
| 부산양정1동우체국        |      | 부산광역시 부산진구 범양로 103                                         |                                                                     |  |
| 부산양정2동우체국        |      | 부산광역시 부산진구 중앙대로 978 (양정동)                              | 2014년 10월 31일 폐국                                               |  |
| 부산양정동우체국         |      | 부산광역시 부산진구 거제대로 22번길 20                                 |                                                                     |  |
| 부산연지우편취급국       |      | 부산광역시 부산진구 성지로 30                                          |                                                                     |  |
| 부산전포동우체국         |      | 부산광역시 부산진구 전포대로 200번길 17 (전포동)                       | 2014년 10월 31일 폐국                                               |  |
| 부산전포아파트우편취급국 |      | 부산광역시 부산진구 봉수로 52                                          |                                                                     |  |
| 부산전포동우편취급국     |      | 부산광역시 부산진구 동성로108번길4                                     |                                                                     |  |